# Perdita bilobata
Perdita bilobata är en biart som beskrevs av Timberlake 1956. Perdita bilobata ingår i släktet Perdita och familjen grävbin. Inga underarter finns listade i Catalogue of Life.